# Duftende Bisamblume
Die Duftende Bisamblume (Amberboa moschata), auch Moschusflockenblume genannt, ist eine Pflanzenart aus der Subtribus Centaureinae zu der auch die Flockenblumen (Centaurea) gehören in der Unterfamilie der Carduoideae innerhalb der Familie der Korbblütler (Asteraceae).

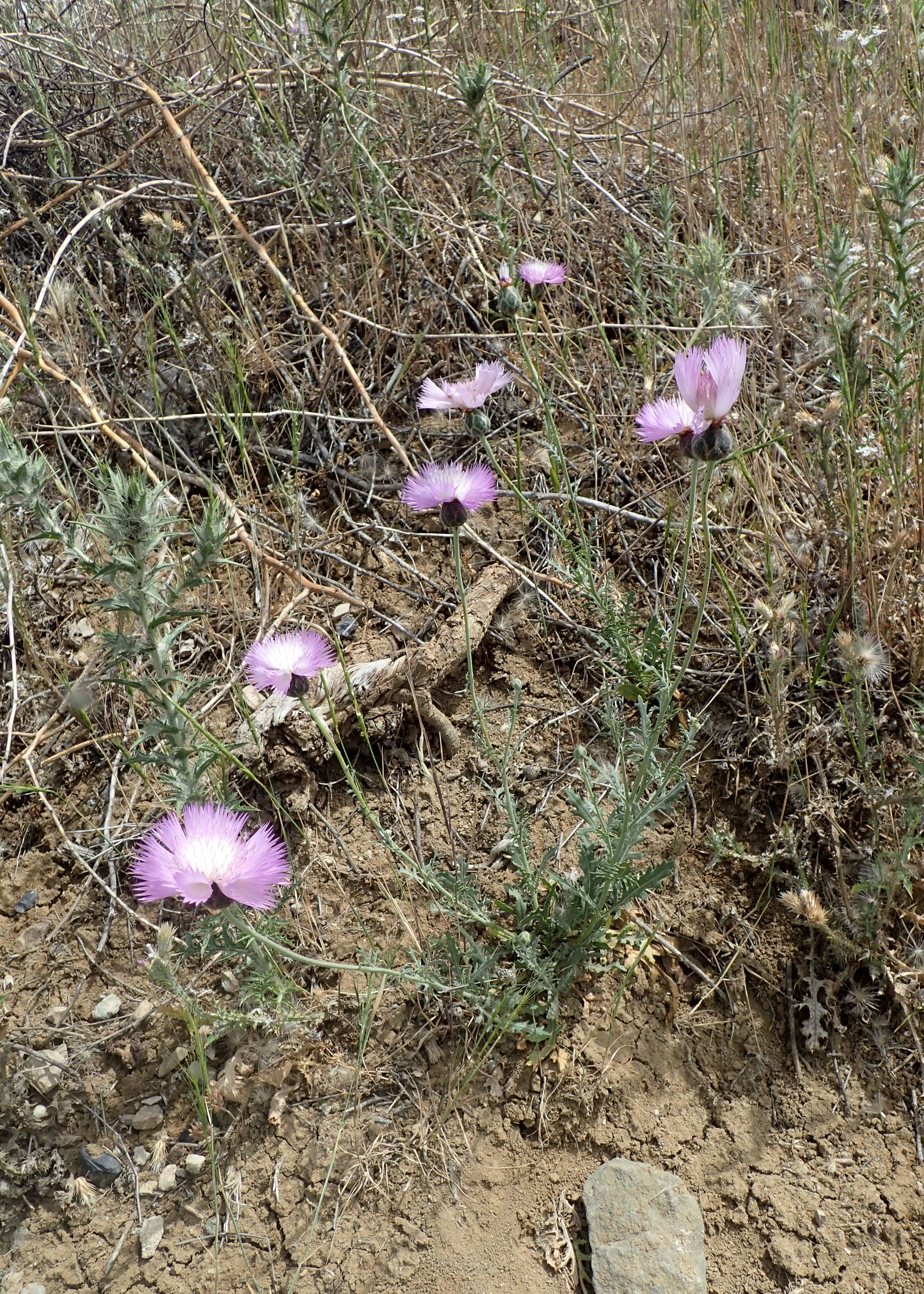
Duftende Bisamblume (Amberboa moschata)

## Merkmale
Die Duftende Bisamblume ist eine einjährige Pflanze, die Wuchshöhen von 30 bis 60 (80) Zentimeter erreicht. Die Pflanze ist kahl und verzweigt. Die Laubblätter sind fiederschnittig oder unzerteilt und entfernt gezähnt oder gelappt und 10 bis 25 cm lang. 
Der lang gestielte körbchenförmige Blütenstand weist einen Durchmesser von 3 bis 5 Zentimeter. Die in mehreren Reihen stehenden Hüllblätter sind grün und kahl. Der Blütenstandsboden ist flach. Die Blütenkörbe enthalten nur Röhrenblüten. Von den schwach duftenden Röhrenblüten sind die inneren radiärsymmetrisch und die äußeren zygomorph. Der Saum der Randblüten ist geschlitzt. Die Blütezeit reicht von Juli bis September.
Die dunkelbraune Achäne ist 3,5 bis 4 mm groß und glatt. Der Pappus besitzt mehrere Kränze mit 3,5 bis 4 mm großen Pappusschuppen.
Die Chromosomenzahl beträgt 2n = 32.

## Vorkommen
Die Duftende Bisamblume kommt in der Nordost-Türkei und Transkaukasien auf trockenen Hängen, in Wermuthalbwüsten und in Weinbergen in Höhenlagen von 1000 bis 1650 Meter vor.

## Nutzung
Die Duftende Bisamblume wird zerstreut als Zierpflanze für Sommerblumenbeete und als Schnittblume genutzt. Sie ist seit spätestens 1629 in Kultur. Es gibt zahlreiche Sorten (Auswahl):
- 'Alba': Die Blüten sind weiß.
- 'Incarnata': Die Blüten sind rosa bis rot.
- 'Lutea': Die Blüten sind goldgelb.
- 'Lucida': Die Körbe haben einen Durchmesser von ungefähr 5 Zentimeter, die Blüten sind purpurrosa.
- 'Margaritae': Die Körbe sind größer, die Blüten sind weiß und duftend.
- 'Imperialis': Die Pflanzen sind in allen Teilen größer, die Blüten sind weiß, rosa, lavendelfarben, violett oder purpurn.

## Trivialnamen
Für die Duftende Bisamblume bestehen bzw. bestanden auch die weiteren deutschsprachigen Trivialnamen: weiße Bisamblume, türkische Kornblume und Sultansblume.